# Большое Долгое (деревня)
Большое Долгое — деревня в Юрьянском районе Кировской области в составе Подгорцевского сельского поселения.

## География
Находится на расстоянии примерно 21 километр по прямой на север-северо-запад от поселка Мурыгино.

## История
Известна с 1724 года, когда здесь (починок Долговской больший) отмечено 2 двора и 21 душа (мужского пола), в 1764 году 50 жителей.  В 1873 году учтено дворов 19 и жителей 137, в 1905 31 и 212, в 1926 32 и 186 (все русские), в 1950 20 и 65, в 1989 оставалось 29 человек.

## Население
Постоянное население  составляло 12 человек (русские 100%) в 2002 году, 4 в 2010.